# Красные Полянки
Красные Полянки — посёлок в Ардатовском районе Мордовии. Входит в состав Октябрьского сельского поселения.

## География
Расположен на правом берегу реки Песчанка, в 3 км к юго-западу от центра сельского поселения поселка Октябрьский.

## Население
| 2002 | 2010 |
| ---- | ---- |
| 0    | ↗1   |